# Fribourg, Moselle
Fribourg (tyska: Freiburg) är en kommun i departementet Moselle i regionen Grand Est (tidigare regionen Lorraine) i nordöstra Frankrike. Kommunen ligger i kantonen Réchicourt-le-Château som tillhör arrondissementet Sarrebourg. År 2022 hade Fribourg 163 invånare.

## Befolkningsutveckling
Antalet invånare i kommunen Fribourg
| Referens: INSEE |